# La princesa (Star Trek: La nova generació)
"La princesa" (títol original en anglès "The Dauphin") és el desè episodi de la segona temporada de la sèrie de televisió de ciència-ficció estatunidenca Star Trek: La nova generació, i el 36è de tota la sèrie, que es va emetre originalment el 20 de febrer de 1989, en redifusió als Estats Units. Va ser escrit per Scott Rubenstein i Leonard Mlodinow i va ser dirigit per Rob Bowman.
Ambientada al segle XXIV, la sèrie segueix les aventures de la tripulació de la nau de la Flota Estel·lar de la Federació Enterprise-D. En aquest episodi, l' Enterprise ha de transportar una jove cap d'estat al planeta que ha de dirigir.

## Argument
La nau estel·lar de la Federació Enterprise, sota el comandament del capità Jean-Luc Picard té l'encàrrec de transportar a la bella Salia, futura governant de Daled IV i a la seva institutriu Anya, d'un planeta al qual s'ha exiliat voluntàriament. Els seus pares, governants de dues faccions enfrontades a Daled IV, han mort i Salia representa una oportunitat per unificar les dues faccions. Anya és molt protectora amb ella.
A bord, la Salia coneix el jove alferes en funcions Wesley Crusher, que a l'instant queda enamorat. Wesley rep consells de festeig dels membres de la tripulació (inclòs Worf, que explica que amb els klíngons consisteix en "el mascle grunyint i grunyint, seguit de la femella bramant i llançant objectes pesats, mentre el mascle llegeix poesia d'amor"). Els dos joves es vinculen. Ell la presenta la mousse de xocolata thaliana, i la porta a l'holocoberta per mostrar-li diversos altres mons després que ella expressi el seu interès a explorar la galàxia.
Anya, recorrent el vaixell, primer dóna consells sobre els motors de curvatura i després descobreix un membre de la tripulació amb una malaltia virulenta que es troba en un camp de contenció a la infermeria. Ella demana que el membre de la tripulació sigui assassinat per protegir la Salia. La directora mèdica, Dra. Pulaski, es nega i insisteix que la malaltia està continguda, però Anya es transforma en una gran forma monstruosa, igualant fàcilment la força de Worf quan intenta intervenir. Quan arriba el capità Picard, Anya torna a la seva petita forma humanoide i explica desafiant les seves accions. La doctora Pulaski identifica Anya com un allasomorf, un canvi de forma, que podria representar un perill per a la tripulació. Picard ordena que l'Anya sigui tancada a les es tances i Worf, com a cap de seguretat, li promet a Anya que vetllarà per la Salia.
Picard, conscient de l'atracció de Wesley per Salia, li demana que es mantingui allunyat d'ella, cosa que ell accepta. A la nit, mentre l'Anya està dormint, la Salia surt de les seves habitacions i visita en Wesley i els dos comparteixen un petó. S'interrompen quan Anya irromp a les seves estances en forma de bèstia. Per horror d'en Wesley, la Salia també es transforma en una bèstia similar, mantenint l'Anya a ratlla. Ambdues tornen a les seves formes humanes a mesura que arriba la seguretat. Més tard, la Salia intenta disculpar-se amb Wesley pel seu engany, però en Wesley, horroritzat en veure que l'aparença de Salia no era la real, està massa molest i es nega a escoltar.
L' Enterprise arriba a Daled IV sense més incidents. Mentre Salia es prepara per marxar, Anya revela que no anirà amb ella, sinó que tornarà a casa seva en una lluna en òrbita. Anya també li adverteix que probablement no podrà abandonar el planeta un cop hagi assumit el paper de lideratge. La Salia agraeix a l'Anya per la seva educació abans de marxar. Just abans que la Salia sigui transportada al planeta, Wesley arriba per acomiadar-se i li porta un últim tast de mousse de xocolata. Salia li agraeix i es transforma en la seva forma natural, una figura lluminosa d'energia, abans de ser transportada cap al planeta.

## Repartiment i doblatge al català
La sèrie va ser doblada al català pels estudis Tramontana (primera part) i Soundtrack (segona part) i emesa a TV3 l’any 1991. Els dobladors de l'episodi foren:
| Personatge        | Actor/actriu    | Veu en català            |
| ----------------- | --------------- | ------------------------ |
| Jean-Luc Picard   | Patrick Stewart | Joan Crosas              |
| William Riker     | Jonathan Frakes | Antoni Forteza           |
| Data              | Brent Spinner   | Joaquim Sota             |
| Geordi La Forge   | LeVar Burton    | Aleix Estadella          |
| Worf              | Michael Dorn    | Enric Arquimbau          |
| Katherine Pulaski | Diana Muldaur   | Núria Cugat              |
| Deanna Troi       | Marina Sirtis   | Victòria Pagès           |
| Wesley Crusher    | Will Wheaton    | Roger Pera               |
| Salia             | Jaime Hubbard   | Sílvia Vilarrasa         |
| Anya              | Paddi Edwards   | ?                        |
| Jove Anya         | Mädchen Amick   | Gemma Ibàñez             |
| Miles O'Brien     | Colm Meaney     | Xavier Fernàndez         |
| Guinan            | Whoopi Goldberg | Montserrat Garcia Sagués |

## Recepció
Keith R.A. DeCandido va puntuar l'episodi amb 3 sobre 10 en tractdar-se d'un episodi inferior a la mitjana de Star Trek: La nova generació, que es basa massa en tòpics i ofereix poca sorpresa.
El febrer de 2019, Den of Geek va assenyalar que "La princesa" incloïa elements romàntics incòmodes, amb Wesley ignorant les preocupacions (normalment òbvies) a causa de les seves emocions semblants cap a l'extraterrestre visitant. Anthony Vieira va classificar La princesa en el lloc 23 en una llista dels 25 millors episodis de Star Trek: La nova generació el 2021 al lloc web collider.com.